# 熊本県立八代中学校・高等学校
熊本県立八代中学校・高等学校（くまもとけんりつ やつしろちゅうがっこう・こうとうがっこう,英: Kumamoto Prefectural Yatsushiro Junior and Senior High School）は、熊本県八代市永碇町にある公立中学校・高等学校。略称は「八高」（はちこう）。

## 概要
歴史
1896年（明治29年）に開校した「熊本県尋常中学済々黌八代分黌」（後の熊本県立八代中学校（旧制中学校））と1902年（明治35年）に開校した「八代高等女学校」を前身としている。この2校が戦後の1949年（昭和24年）に統合され現校名となった。2011年（平成23年）に創立115周年を迎えた。
2009年（平成21年）に中学校を新設し、中高一貫教育を開始した。
学区
- 中学校 - 熊本県全域
- 高等学校 - 県南学区[1]（併設の八代中学校からの進学者はこの限りではない）

設置課程・学科（高等学校）
全日制課程 普通科 - ほとんどの生徒が国立大学をはじめとする上級学校への進学を目指している。
校訓・三綱領
- 誠実にして真理を愛する
- 自律を旨として協和を重んじる
- 闊達にて進取の気性を尚ぶ

教育目標
1. 志を高く持ち、自ら学ぶ生徒の育成
2. 心身ともに逞しく、豊かな人間性を備えた魅力ある生徒の育成
3. 他者への思いやりを大切にし、社会へ貢献できる生徒の育成

校章
高等学校の校章は旧制中学校時代のものを継承。山桜と朝日の絵を背景に、中央に「高」の文字を置いている。新設された中学校の校章は中央に「中」の文字を置いており、旧制中学時代の校章とほぼ同じものになっている。
なお、これとは別に中高一貫のシンボルマークが八代高等学校の生徒のデザインで制定された。鳳凰のヒナ（鳳雛（ほうすう）をモチーフにして、八代（Yatsushiro）の頭文字Yの形を表している。
校歌
タイトルは「道」。作詞は耕治人、作曲は林光による。3番まであり、校名は歌詞に登場しない。旧制中学校の校歌は継承されず、1957年（昭和32年）11月に新しく制定された。また校歌とは別に「八高生徒歌」（作詞 - 生田陽子／作曲 - 田尻　久）がある。
同窓会
「八高同窓会」と称している。関東、関西、岡山、大分、山口県、福岡等に支部を置く。
偏差値
八代中学校･･･68　八代高校･･･71

## 沿革
旧制熊本県立八代中学校・（旧）熊本県立八代高等学校
- 1896年（明治29年）4月 - 「熊本県尋常中学済々黌八代分黌」として創立。
- 1898年（明治31年）1月 - 八代町旧城内伝習堂（旧藩校）に移転し、「熊本縣尋常中學濟々黌城南分黌」と改称。
- 1900年（明治33年）4月 - 「熊本県第一中学校」として独立。
- 1901年（明治34年）6月 - 「熊本県立八代中学校」と改称。
- 1929年（昭和4年）11月 - 鉄筋コンクリート造3階建校舎（本館）が完成。
- 1930年（昭和5年）11月 - 校歌を制定。
- 1943年（昭和18年）4月 - 中等学校令により、旧制中学校の修業年限が5年から4年に短縮される[9]。
- 1945年（昭和20年）4月 - 決戦教育措置要綱が閣議決定され、全国の国民学校初等科を除いた学校の授業を1年間[10]停止することになる。[11]
- 1946年（昭和21年）3月 - 中学校令改正により、修業年限が5年に戻る。
- 1947年（昭和22年）4月 - 1年後の新制高等学校の開校に備え、学制改革の特別措置として併設中学校を設置し、旧制中学の2・3年生を収容。旧制中学1年生募集停止[12]。
- 1948年（昭和23年）4月
  - 学制改革により、「熊本県立八代高等学校」（男子校）と改称。全日制普通科を第一部とし、旧八代工業学校を統合の上、第二部とする。また、定時制・通信教育部を設置。
- 1949年（昭和24年）3月 - 併設中学校を廃止。

熊本県立八代高等女学校・熊本県立八代女子高等学校
- 1901年（明治34年）7月 - 八代郡立高等女学校の設立が認可される。
- 1902年（明治35年）
  - 5月 - 「八代郡立高等女学校」が開校。代陽女子尋常小学校（現・八代市立代陽小学校）を仮教場とする。
  - 11月 - 校舎が完成し、移転。
- 1923年（大正12年）4月 - 「熊本県立八代高等女学校」と改称。
- 1945年（昭和20年）4月 - 決戦教育措置要綱が閣議決定され、全国の国民学校初等科を除いた学校の授業を1年間[10]停止することになる。[11]
- 1947年（昭和22年）4月 - 1年後の新制高等学校の開校に備え、学制改革の特別措置として併設中学校を設置し、高等女学校の2・3年生を収容。高等女学校1年生募集停止[12]。
- 1948年（昭和23年）4月 - 学制改革により、「熊本県立八代女子高等学校」となる。
- 1949年（昭和24年）3月 - 併設中学校を廃止。

（新）熊本県立八代高等学校
- 1949年（昭和24年）4月 - 八代高等学校（男子校）と八代女子高等学校を統合し、男女共学の「熊本県立八代高等学校」となる。
  - 家庭科授業は旧女子高校校舎で継続。定時制課程を旧女子高校校舎に移転。第二部を工業課程と改称する。
- 1951年（昭和26年）4月 - 工業課程・定時制課程・通信教育部を分離。
  - 工業課程が熊本県立八代工業高等学校として、定時制課程が熊本県立城南高等学校（現・熊本県立八代東高等学校）として独立。
  - 通信教育部を熊本県立第一高等学校へ移管。
  - （新制）代陽第二中学校（現・八代市立第一中学校）が八代高等学校校舎を間借りする。
- 1952年（昭和27年）4月 - 三綱領を制定。
- 1957年（昭和32年）11月 - 新校旗・新校歌を制定。
- 1965年（昭和40年）
  - 3月 - 同窓会館が完成。
  - 9月 - 新校舎が完成し、松江城の旧校舎から現在地に移転。
- 1985年（昭和60年）3月 - セミナーハウス「鳳雛館」が完成。
- 1998年（平成10年）11月 - 新体育館が完成。
- 2009年（平成21年）
  - 4月 - 中高一貫校として熊本県立八代中学校が開校し、中高一貫教育を開始。
  - 11月 - 熊本県立八代中学校の開校記念式典を挙行。吉村作治（サイバー大学学長）による記念講演会が行われた。
- 2010年（平成22年）6月 - 第2体育館、技術棟が完成。
- 2024年 (令和6年) 4月 - 中学校でIB(国際バカロレア）による学習プログラムが始まる。

## 学校行事
3学期制
1学期
- 4月 - 入学式、対面式、部活動編成　宿泊研修
- 5月 - 体力テスト
- 6月 - 中体連
- 7月 - クラスマッチ　サマーサポート

2学期
- 8月-サマーサポート　やっ中・八高ガイダンス(説明会)
- 9月 - 鳳雛祭 体育の部（体育祭）　鳳雛祭 文化の部（文化祭）
- 10月 -
- 11月 - 芸術鑑賞
- 12月 - クラスマッチ　生徒自治会立会演説会

3学期
- 1月 - 入学者選抜
- 2月 -
- 3月 - クラスマッチ　卒業式

## 部活動
高等学校
運動系
- 野球部
- サッカー部
- ラグビー部(2023年現在は廃部)
- 陸上部
- 空手道
- 柔道部
- 剣道部
- 弓道部  

- 硬式テニス部
- 軟式テニス部
- 水泳部
- バスケットボール部
- バドミントン部
- バレーボール部
- 卓球部

文化系  　・JRC　
- 合唱部
- 吹奏楽部
- 文芸部
- 食物研究部
- 生徒自治会
- 生物研究部
- ESS（English Speaking Society）
- 放送部
- 美術部
- 演劇部
- 天文部
- 茶道部
- 書道部
- 漫画同好会
- 囲碁・将棋同好会

中学校
運動系
- 陸上部
- 軟式野球部
- バドミントン部
- バスケットボール部
- サッカー部
- ソフトテニス部
- バレーボール部（女）
- 剣道部

文化系
- 科学部(物理班・化学班・天文班・生物班）
- 吹奏楽部
- 合唱部
- 美術部

## 著名な出身者
政治家
- 蔵原敏捷（元和歌山県知事、衆議院議員）
- 坂田道男（元衆議院議員、第五高等学校教授、初代八代市長）
- 坂田道太（元衆議院議長）
- 馬場昇（元日本社会党中央執行副委員長）
- 渡瀬憲明（元衆議院議員）

軍人・自衛官
- 加来止男（海軍少将、ミッドウェー海戦の空母飛龍艦長）
- 鍋島俊策（海軍少将）
- 折木良一（元陸上自衛官、防衛大臣補佐官、第3代統合幕僚長）

実業家
- 馬城文雄（日本製紙社長）
- 宮本三喜彦（初代明治安田生命会長）

学者
- 鋳方末彦（植物病理学者、元美作女子大学教授）
- 宮崎松記（医学者、初代インド救らいセンター院長）
- 矢野暢（政治学者、元京都大学教授、スウェーデン王立科学アカデミー会員）

文化人
- 内田健三（政治評論家）
- 蓑田胸喜（思想家）
- 耕治人（詩人、小説家）
- 小山寛二（小説家）
- 坂口れい子（小説家）
- 豊福きこう（ライター）
- 福島雄次郎（作曲家）
- 森岡賢一郎（作曲家）
- 島野聡(作曲家)

マスコミ
- 有田雅明（NHKアナウンサー）
- 平井信行（気象予報士、お天気キャスター）
- 舩津真弓（熊本朝日放送アナウンサー）
- 小林健和（山陰放送アナウンサー）

芸能人
- 堀部隆一（俳優、劇団青年座所属）
- 米村亮太朗（俳優）

スポーツ選手
- 秋山幸二（元プロ野球選手、元福岡ソフトバンクホークス監督）
- 幸村ケンシロウ（プロレスラー、プロレスリング求道軍代表）
- 田上高（レスリング選手。ミュンヘンオリンピック出場）
- 本田大三郎（カヌー選手。東京オリンピック出場）

## 交通アクセス
最寄りの鉄道駅
- JR九州 鹿児島本線 「八代駅」

最寄りのバス停
- 九州産交バス コミュニティバスみなバス「八代高校前」バス停

最寄りの道路
- 熊本県道42号八代鏡線
- 熊本県道336号八代港線
- 「田中西町交差点」

## 周辺施設
- 八代市立松高小学校
- セブン-イレブン八代松高小学校前店
- 八代市立松高幼稚園
- 八代松高郵便局
- 八代市立図書館
- 未来の森ミュージアム
- 松浜軒